# Nemes család (kiskéri)
Kiskéri Nemes család Nyitra vármegyei és Verebélyi széki nemesi család.
1606. szeptember 22-én Kiskéri Nemes másként Literátus Pál, a Verebélyi szék hites jegyzője nemeslevelet kapott. Páltól származott János, akinek Márton fia volt.
Nemes Márton a Verebélyi székből Dunaszentgyörgyre költözött és 1720-ban az 1606-as nemeslevéllel kihirdette nemességét Tolna vármegyében.
Tolna vármegye Kiskéri Nemes István és fiai Ferenc, Márton, Gábor és Gergely részére 1803-ban nemesi bizonyságlevelet adott ki. Ezt felhasználva 1816-ban Fejér vármegyében hirdették ki nemességüket. Ez alapján nemességvitató pert folytattak (1803-ban vagy 1813-ban), melyben bizonyitották, hogy az 1720-ban említett Nemes Mártontól származnak.
Zselízről keltezetlen levélben Nemes István kérte a verebélyi szék oltalmát nemesi szabadságának védelmében.